# 摂津市立第五中学校
摂津市立第五中学校（せっつしりつ だいごちゅうがっこう）は、大阪府摂津市にある公立中学校。

## 沿革
- 1984年4月1日 - 摂津市立第二中学校より分離開校。

## 卒業生
- 高橋光臣 - 俳優
- 立浪和義 - 元プロ野球選手・中日ドラゴンズ監督[1][2]。1982年4月に中学校進学[1]。当初は摂津市立第二中学校に入学したが、同校は生徒数が急増したため、3年時（1984年）から第五中学校へ編入した[3]。

## 通学区域
- 摂津市立鳥飼小学校と摂津市立鳥飼東小学校の通学区域。
  - 摂津市 鳥飼上1-5丁目、鳥飼中1-3丁目、鳥飼下1-3丁目、鳥飼銘木町、鳥飼八町1-2丁目、 鳥飼新町1-2丁目。

## 交通
- 近鉄バス 鳥飼本町一丁目バス停 北東へ約200m。
- 阪急バス 中鳥飼バス停 北へ約200m。
- 大阪モノレール 沢良宜駅 南東へ約2.6km。
- 公共施設巡回バス・セッピィ号摂津市立第五中学校前駅